# 吸血 (生物学)

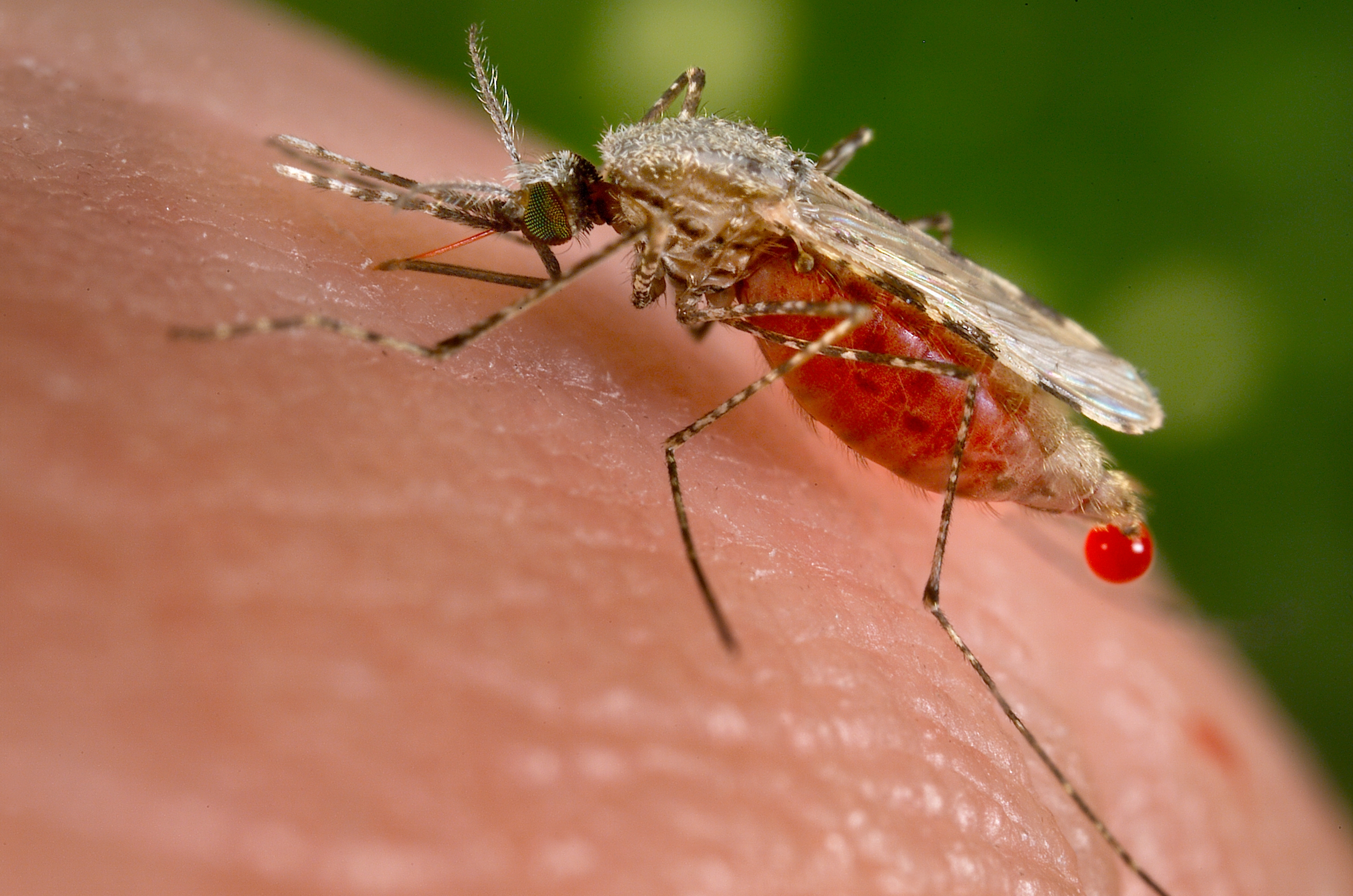
一只史帝芬塞瘧蚊用針狀吸器從人類寄主身上吸食血液。虐蚊因飽食寄主血液而充血，圖中可見它從腹部所排出的一滴水分過多的血水。這種蚊是傳播瘧疾的媒介，其分佈範圍位於埃及與中國之間。

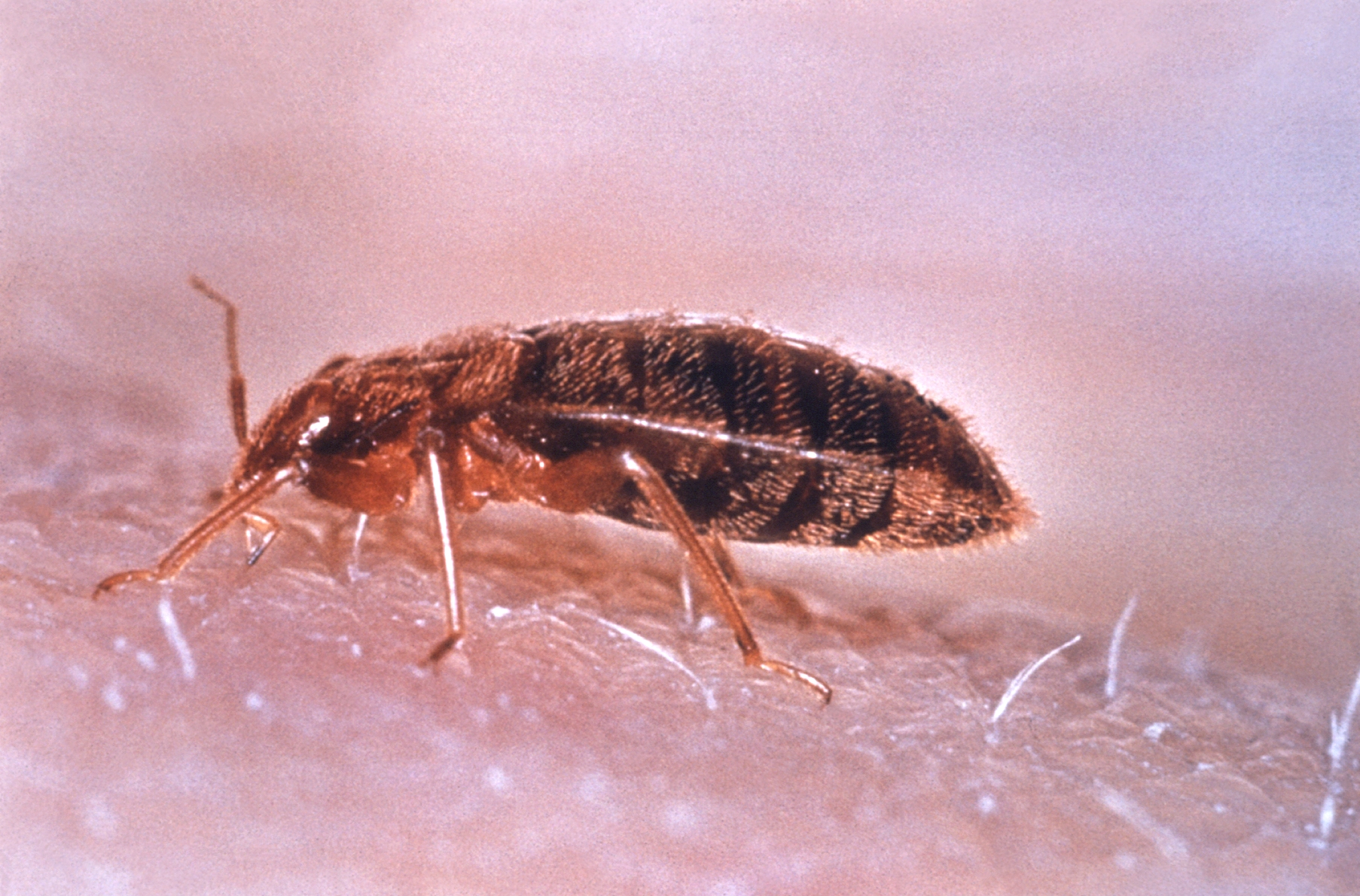
一只臭蟲

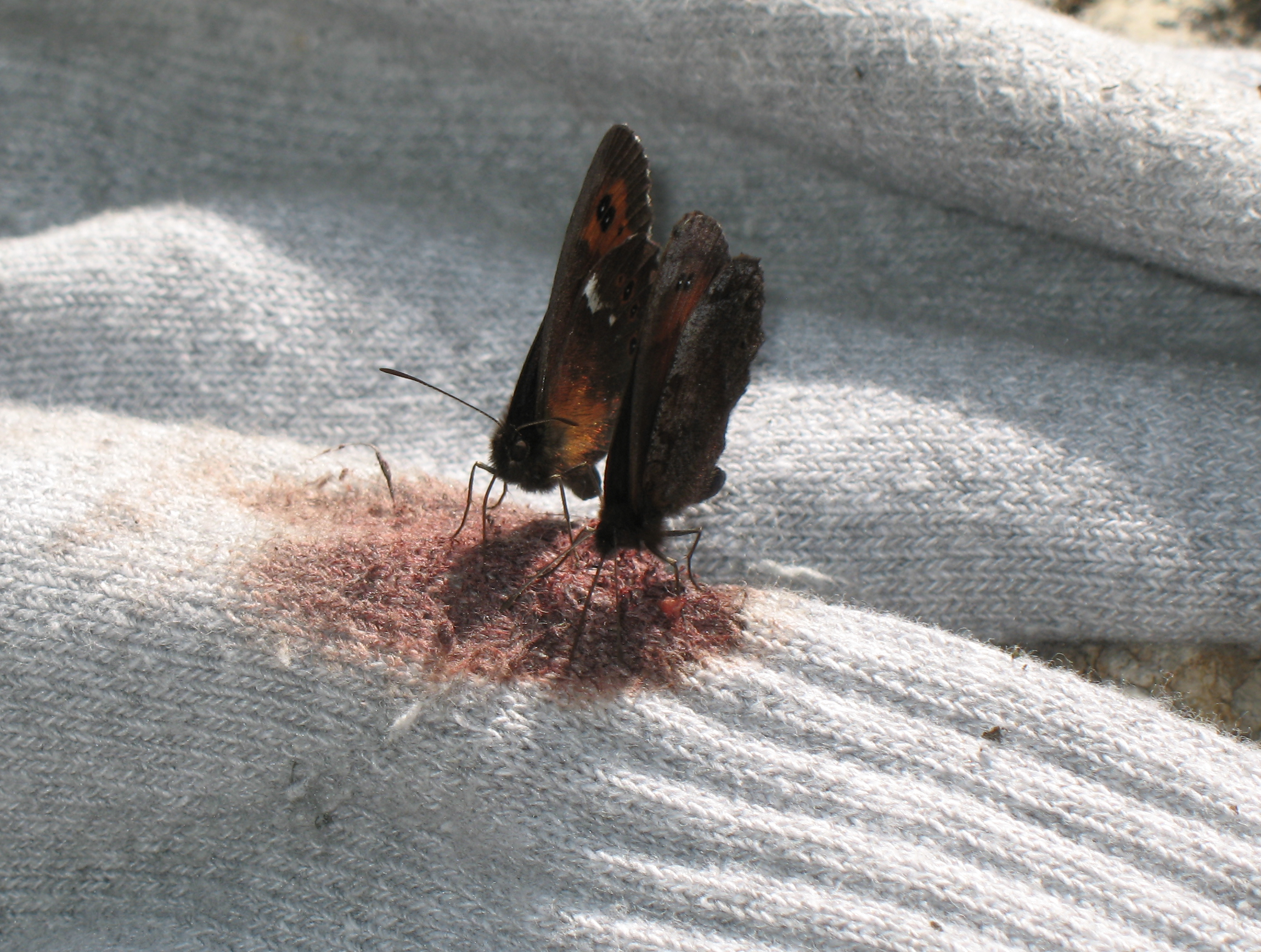
在一只襪中吸食鮮血的蝴蝶

吸血（Hematophagy ，来自希腊文，haima“血”，phagein“去吃”）是某些特定动物取食血液的一种行为。由于血液是一种富含营养蛋白和脂质而不需要花费过多努力获得的液体组织，因此特别是在一些小动物例如蠕虫和节肢动物中，吸血演化为一种取食偏好。一些肠道线虫，例如Ancylostomids以吸取肠道中毛细血管的血液为生；还有75%的水蛭种类，例如药用水蛭Hirudo medicinalis，一种自由活动的蠕虫，也是著名的吸血者。还有一些鱼形动物，例如七鳃鳗；和某些哺乳动物，特别是吸血蝙蝠都是典型的吸血者。

## 机制和演化
这些吸血动物具有口部特化和化学因子去协助刺入寄主（大多是哺乳类，鸟类和鱼类）的皮肤和血管组织。这种摄食方式被称为放血术（phlebotomy，来自希腊文，phleps "静脉"，tomos"切割"）。
一旦放血术被施展（在大多数昆虫中，它们以一种被称为吸器的，特化而巧妙的中空“针管”来刺破皮肤和毛细血管；吸血蝙蝠则利用锋利的门齿如剃刀般切割皮肤），血液通过或多或少的直接吸入，或者舔舐（在吸血蝙蝠中）来获得。为了去抵抗寄主的自然生理反应如血凝现象、血管收缩、炎症和痛觉，吸血者采用了特殊的生物化学解决策略，例如在许多不同种类的吸血动物中它们的唾液具有麻醉，毛细血管扩张的功效，这些化学物质会在穿刺吸血前施放进去。抗凝血药物正是在吸血动物的唾液基础上发展而来的，例如水蛭的蛭素。
吸血可以分为专性和兼性两种。专性吸血动物不再以其他非血液的物质作为食物来源，例如Rhodnius prolixus（一种生活在南美洲的猎蝽）。这正好和兼性吸血相对比，例如某些蚊子如埃及伊蚊Aedes aegypti，它也以花粉，果实汁液和其他生物体液为生。有时几乎只有雌性的该种类才有吸血行为（因为这对产卵和繁殖非常重要）。丛林狼，狼和其他犬科动物可能也会舔舐血液。
显然，吸血行为是在各个分散的动物类群内，如节肢动物、环节动物、线虫和哺乳类独立演化出来的。例如双翅目（一种仅有两个翅膀的昆虫目类，例如苍蝇）有11个科包含了吸血者，大大超过了所有节肢动物吸血者（19个）的一半。大约有14,000种节肢动物是吸血者，甚至包括一些不曾认为是吸血者的种属，如Calyptra属的天蛾。一些辅助补充的适应性演化，例如寻找定位寄主（通常在黑暗中，大多数吸血者是夜行性且十分安静，是为了防止寄主的察觉和被消灭），被体现出来，还有特别的生理和化学探测器（例如汗液的化学物，二氧化碳，热量，光，动作等等）也是特殊的适应。

## 医学上的重要性
放血术为一些造成寄主自身或吸血者自身的病原体，如细菌、病毒和一些血液传染的寄生虫的感染打开了通道。因此，很多动物和人类的疾病感染是通过吸血者来作为媒介的，例如黑死病、美洲锥虫症、登革热、丝虫病、黑热病、莱姆病、疟疾、狂犬病、昏睡病、圣路易斯型脑炎、兔热病、斑疹伤寒症、落矶山斑点热、西尼罗河热等等。
昆虫和蛛形动物在作为吸血者上有重要的医学地位，至少在一些物种例如蚋、黑蝇、采采蝇、臭虫、猎蝽、蜱、虱、螨、蚊蚋、蚊和跳蚤。
有时吸血者自身以有益的目的而被运用到医学当中去，如水蛭疗法。现在一些医生利用水蛭去防止外科手术或创伤时血液在伤口的凝固。在实验室裡养殖的水蛭其唾液中的抗凝血素能保持新鲜的血液流动至伤口，实际上能防止感染且能加大痊愈的几率。最近科学研究出一种称为去氨普酶的基因工程药物，正是在吸血蝙蝠Desmodus rotundus的唾液基础上研制出来的，它对中风病人有很好疗效。

## 人类的食血行为
饮血和制造以动物血液为原料的佳肴食品也是在许多社会中存在的一种饮食行为。例如牛血和牛奶混合，是一种非洲马赛人赖以为生的一种主要食物。一些资料表明蒙古人在必要时，会饮他们所养马的血。在世界很多地方都有吃用血肠。在一些社会，例如摩西教，会有食血的宗教仪式。俄罗斯的一个游牧民族，斯基泰人也是一样，他们有饮第一个在战场上被击杀的敌人其血的习俗。一些宗教仪式和符号看起来是吸血行为的一个侧面写照，例如在基督圣餐裡会饮用象征着耶稣之血的酒。某些精神病患者也有吸血行为出现。吸吮或舔舐自身伤口流出的血液在人类行为裡很普遍，而且少量也不会被视为禁忌。最后，人类吸血鬼的题材一直在文学和文化中有着持久的影响。

## 吸血動物列表

### 環節動物門
- 螞蟥（水蛭）

### 節肢動物門
- 蚊
- 虻
- 蜱（分為軟蜱及硬蜱，俗稱壁虱）
- 蟎
- 跳蚤
- 西伯利亞吸血鬼蛾
- 蝨毛目
- 臭蟲科（床蝨）
- 蛾蚋科
  - 蚋（黑蠅）
- 田鱉
- 獵蝽科
  - 錐蝽（英语：Triatominae）（接吻蟲）
- 台灣鋏蠓（小黑蚊）
- Culicoides
- 蝨亞目

### 脊索動物門
- 吸血地雀
- 寄生鲇
- 七鰓鰻亞綱
- 吸血蝠亞科

### 虛構的吸血動物
- 吸血鬼
- 殭屍
- 卓柏卡布拉